# Parma Panthers
Die Panthers Parma sind ein italienisches American-Football-Team. Sie wurden 1981 gegründet und spielen aktuell in der Italian Football League, der höchsten nationalen Spielklasse. Im deutsch- und englischsprachigen Raum wird meist der Name Parma Panthers verwendet. Die Panthers sind siebenmaliger Gewinner des Italian Bowl.

## Geschichte
Die Parma Panthers wurden im Herbst 1981 durch Victor Dasaro gegründet. Zur Saison 1983 nahmen die Panthers am Ligabetrieb teil und qualifizierten sich mit sechs Siegen in zehn Spielen für die Play-offs um die italienische Meisterschaft. Zwei Jahre später gelang ihnen mit dem Einzug ins Halbfinale der für lange Zeit größte Erfolg der Vereinsgeschichte. Im Jahr 1995 lösten sich die Parma Panthers auf und wurden sieben Jahre später unter gleichem Namen neu gegründet.
In der Saison 2006 erreichten die Parma Panthers zum ersten Mal den Superbowl italiano, das Endspiel um die italienische Meisterschaft. Gegner waren die Bergamo Lions, die ihren neunten Titel in Folge feiern konnten. Auch ein Jahr später mussten sich die Panthers den Lions im Finale geschlagen geben. Im Jahr 2008 nahmen die Panthers dann als Vizemeister am EFAF Cup teil und erreichten dort auf Anhieb das Finale, in dem sie allerdings den Berlin Adler unterlagen, was die dritte Finalniederlage in drei Jahren bedeutete. Den ersten nationalen Titel holte Parma zwei Jahre später. Im Italian Super Bowl, wie das Finale inzwischen hieß, bezwangen sie die Catania Elephants. Es war der erste von vier Titeln in Folge.
Als italienischer Titelträger nahmen die Panthers in der Saison 2022 an der Central European Football League teil und erreichten auf Anhieb den Finaleinzug, wo sie den Schwäbisch Hall Unicorns deutlich unterlagen.

## Erfolge
- Central European Football League:
  - Vizemeisterschaft: 2022
- Italienischer Meister: 7 Titel (2010–2013, 2021, 2023, 2024)

## Wissenswertes
Der Roman Touchdown (Originaltitel: Playing for pizza) von John Grisham handelt von einem Quarterback, der aus der NFL nach Europa zu den Parma Panthers wechselt.